# Supercoupe d'Italie de football 2022
Navigation
Supercoupe d'Italie de football 2021 Supercoupe d'Italie de football 2023
La Supercoupe d'Italie 2022 est la 35e édition de la Supercoupe d'Italie, épreuve qui oppose le champion d'Italie au vainqueur de la Coupe d'Italie. Elle a eu lieu le 18 janvier 2023 au Stade international du Roi-Fahd, à Riyad en Arabie Saoudite.
L'AC Milan, champion d'Italie 2021-2022 affronte l'Inter Milan, vainqueur de la Coupe d'Italie 2021-2022.
Il s'agit de la deuxième confrontation entre ces deux clubs dans l'histoire de la compétition. L'édition de 2011 avait vu la victoire de l'AC Milan.
L'Inter Milan s'impose sur le score de 3 buts à 0 face à son rival.

## Feuille de match
| Supercoupe d'Italie 2023 | AC Milan | 0 - 3   | Inter Milan                                                  | Stade international du Roi-Fahd, Riyad |                           |
| 18 janvier 2023          |          | (0 - 2) | Federico Dimarco 10e · Edin Džeko 21e · Lautaro Martinez 77e | Arbitrage : Fabio Maresca              | Arbitrage : Fabio Maresca |